# Горенштейн Поліна Михайлівна
Поліна Михайлівна Горенштейн, відома як Ліна По (нар. 18 січня 1899, Катеринослав — 26 листопада 1948, Москва) — українська балерина і скульпторка, яка творила незрячою.

## Життєпис
З дитинства захоплювалася музикою, малюванням, ліпленням, танцями. Навчалась у хореографічному училищі. У 19 років Поліна стала професійою балериною та продовжувала навчання в Москві. В 1920—24 навчалася у Вищих хореографічних майстернях і водночас на скульптурному відділі ВХУТЕМАСу в Москві.
У 1924 році отримала диплом режисерки-постановниці танців.
1924—1934 роки — Поліна Горенштейн танцювала, навчала і працювала балетмейстеркою в різних театрах. Побувала у багатьох містах та країнах, успішно виступала зі своїми хореографічними програмами.
1934 рік — захворіла енцефалітом, осліпла і була паралізована. Пізніше, коли могла рухатися, працювала як скульптока. Її роботи високо оцінив відомий художник М. Нестеров, допоміг повірити в себе, повернутися до життя.
1937 рік — Роботи Ліни Горенштейн з'явилися на Всесоюзній виставці культурології в Московському музеї мистецтв.
1938 рік — Робота «Стрибок» та інші роботи були показані на виставці живопису, графіки та скульптур жінок-художниць. Комісія ознайомилася з творчістю талановитої скульпторки і вирішила придбати три її роботи: «Стрибок», «Хлопчик із змієм», «Негринятко».
1939 рік — Ліну По прийняли у Московський союз художників. Під час Другої світової війни, перебуваючи в евакуації в Уфі, скульпторка багато працювала на воєнну тематику. Вона зстворила 120 скульптурних робіт, які побували на багатьох виставках.
Авторка статуеток на хореографічні теми («Танок з покривалом», «Танцювальна сюїта»), портретів («В. І. Ленін», 1937, «О. С. Пушкін», «Паганіні», «А. П. Чехов», 1945), тематичних скульптур («Осиротілі», «У фашистській неволі», «Народні месники», «Гнів народу». 1941—44; «Пісня радості», 1945), композицій («Танці народів СРСР», 1946—47). («Українська радянська енциклопедія», Том 11, 1963, Стор. 268—269).
26 листопада 1948 року померла. Похована Поліна у Москві на Новодівичому кладовищі